# Automedicação

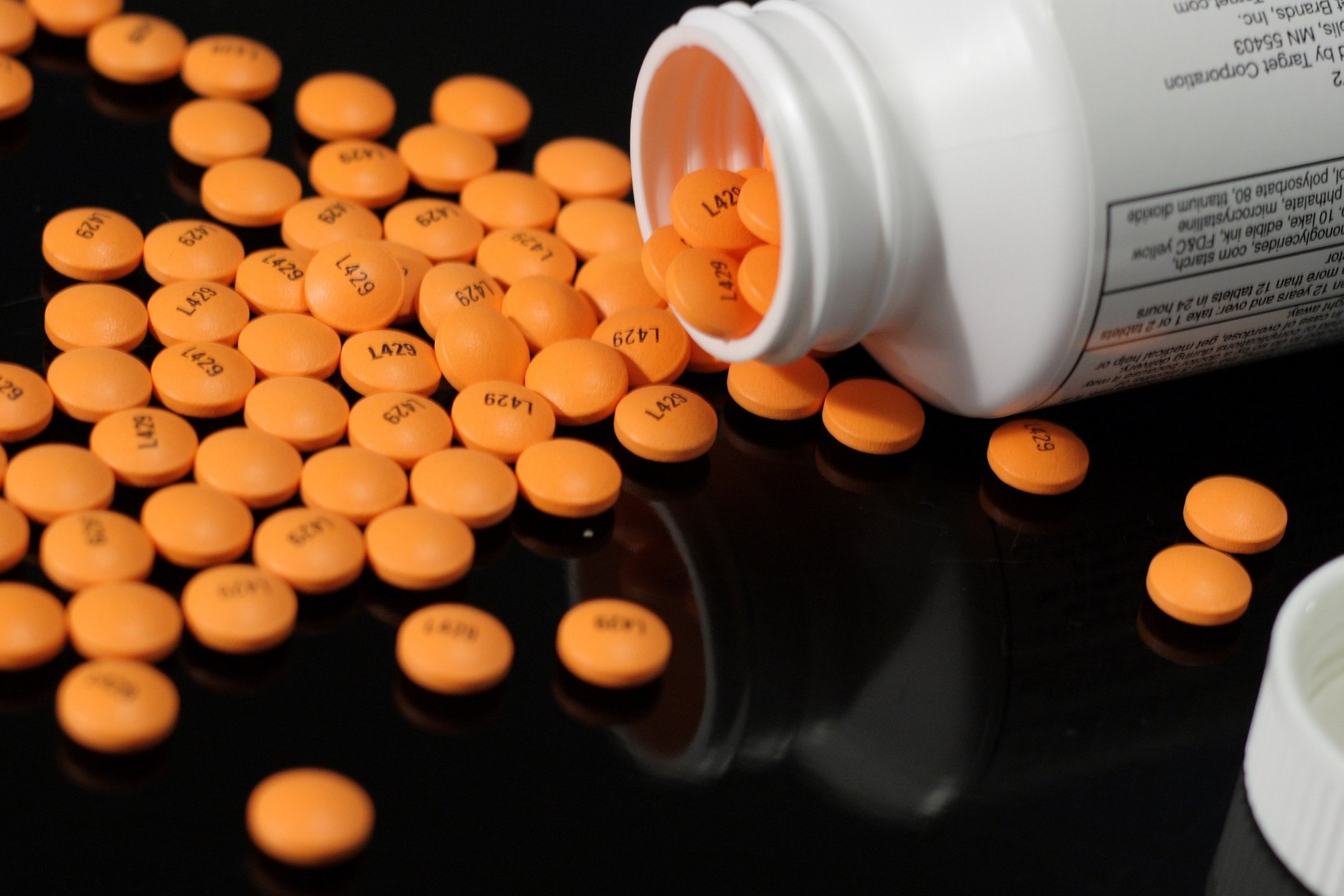
Medicamentos

A  automedicação é a prática de ingerir medicamentos sem o aconselhamento ou acompanhamento de um profissional de saúde qualificado. Em outras palavras, é a ingestão de medicamentos por conta e risco por um indivíduo. É um procedimento realizado pelo próprio indivíduo ou por seu responsável, com o propósito de obter benefícios no tratamento da doença ou alívio de sintomas

## Cultura da automedicação
A cultura da automedicação, somada a engenhosidade do marketing, expõem inúmeras pessoas ao perigo. Pesquisa feita pelo Ministério da Saúde em novembro de 2008 relata que apenas 30% dos pacientes internados em Unidades de Terapia Intensiva conseguiram absorver os princípios ativos que necessitavam.
Em 2004, o Brasil era o primeiro país do mundo na venda de medicamentos. A abertura comercial, devido o Plano Real proporcionou ao país importações de vitaminas, sais minerais e complementos alimentares.
Os medicamentos são comprados por indicações de amigos, matérias de jornais, revista, Internet ou indicação do balconista. O culto à beleza impulsionou as vendas de medicamentos para emagrecer e vitaminas. A onda das psicoses, fez a classe média consumir antidepressivos sem recomendação médica.
Antitérmicos, Anti-inflamatório e analgésicos são os medicamentos mais utilizados, sem qualquer tipo de orientação.
Em um estudo sobre os principais fatores que levam as pessoas a se automedicar, foi constatado que um dos mais comuns é achar que o ato será isento de consequências, resultando em grande risco à própria saúde. Destaca-se a relevância das propagandas publicitárias na influência do consumo de medicamentos, sendo a classe terapêutica mais utilizada no grupo pesquisado a de: analgésicos, antitérmicos,  anti-inflamatórios, vitaminas e antiespasmódicos. O que sugere um reflexo do termo “medicalização da vida”, que é decorrente de uma percepção cultural, em que há crença na existência de solução rápida dos problemas enfrentados no dia a dia, sejam eles físicos ou psicológicos, como o exemplo de uma “bala mágica”.

## Automedicação como problema de saúde pública
Fatores econômicos, políticos e culturais contribuíram para o crescimento e disseminação mundial da automedicação. Destaca-se a falta de informação, uso de propagandas e a maior acessibilidade de consumo de tais produtos. Como efeitos propulsores do problema relacionado aos fatores econômicos globais, o pensamento de lucratividade na saúde e a construção da “familiarização” do uso do medicamento pela população.
No Brasil, segundo a Associação Brasileira da Indústria Farmacêutica (ABIFARMA), existem aproximadamente 80 milhões de pessoas que se automedicam. Ademais, de acordo com uma pesquisa científica realizada pelo Conselho Federal de Farmácia (CFF) se automedicar é um hábito diário comum a 77% dos brasileiros, sendo que quase metade (47%) se automedica pelo menos uma vez por mês, e 25% faz todo dia ou pelo menos uma vez por semana. 
Dentre as causas da automedicação enquanto problema de saúde pública, pode ser citado o uso incorreto das substâncias medicamentosas. Entre as consequências do uso exacerbado de medicamentos,  destaca-se: a perturbação do sistema imune que  facilita as intoxicações, hipersensibilidade, resistência de organismos nocivos, insuficiência renal, produção de efeitos secundários, riscos inaceitáveis na visão terapêutica e mascaramento ou impedimento da identificação correta ao diagnóstico.                                                                                                                                                               Sobre o uso indiscriminado de medicamentos, destacam-se os  antibióticos, que  podem acarretar em uma pressão seletiva não natural sobre as bactérias. Isso ocorre quando há eliminação das bactérias menos resistentes, conduzindo na possibilidade das bactérias que são mais resistentes de permanência e multiplicação.  Como efeito, gera-se a resistência antimicrobiana que é uma ameaça na saúde global, por reduzir a eficácia de antibióticos no tratamento e prevenção de doenças. Além disso, estima-se que a morte por infecção de bactéria resistente irá ultrapassar doenças malignas na quantidade de morte até 2050 e podem custar US $ 100 trilhões para a economia global. Por esse motivo, a Anvisa (Agência Nacional de Vigilância Sanitária) em Outubro de 2010, modificou algumas regras para a aquisição de antibióticos, que passaram a ser vendidos em farmácias e drogarias apenas com retenção de receita médica.
Outro exemplo importante a se analisar é a utilização de propagandas para incentivar o consumo de remédios. Na pandemia da Covid-19, percebeu-se um favorecimento e facilitação do consumo descontrolado de medicamentos, e dentre as possíveis razões para o aumento do consumo, destacam-se: a avalanche de informações, desinformação, incertezas, a histeria coletiva e o ampliamento do medo pelos diversos meios de comunicação.              Dessa forma, percebe-se que uma “Infodemia” - termo relacionado ao compartilhamento excessivo de informações ainda não apuradas oficialmente , ocorreu em resposta a uma situação grave, como o sentimento de desestabilidade ocasionado na pandemia. Por esse motivo, gera-se a necessidade de resposta do indivíduo ao problema enfrentado. Assim, todos os fatores citados anteriormente poderiam explicar o comportamento da utilização e da combinação de medicamentos sem evidências científicas, como: hidroxicloroquina ou cloroquina, azitromicina, ivermectina, nitazoxanida e suplementos alimentares, como:  zinco, vitamina C e vitamina D.  
Um grupo etário que possui vulnerabilidade de epidemia em relação a automedicação é a população idosa. Devido à baixa escolaridade, falta de informação sobre os perigos de se automedicar e o preço acessível de medicamentos que possuem eficácia no controle dos sintomas e dores.  Em um estudo realizado em 2014 na cidade de Anápolis, destaca que nenhum estabelecimento farmacêutico informou a população idosa sobre os perigos da automedicação, podendo ser relacionado ao fato que os atendes eram pessoas treinadas a venderem medicamentos.                                                   Tendo em vista que, o uso indiscriminado de medicamentos constitui um problema para a saúde dos idosos, sua ocorrência tem como cenário o aumento exponencial da prevalência de doenças crônicas e das sequelas advindas do avanço da idade. Aliado a isso, o poder da indústria farmacêutica e do marketing dos medicamentos na formação dos profissionais da saúde tem uma influência qualificada e não ética, na prescrição e utilização de forma exagerada de medicação para as pessoas dessa faixa etária. 